# Padang Lawas Utara
Padang Lawas Utara ist ein indonesischer Regierungsbezirk (Kabupaten) in der indonesischen Provinz Sumatra Utara. Mitte 2023 leben hier etwa 270.000 Einwohner. Der Verwaltungssitz des Kabupaten ist Gunung Tua, Verwaltungssitz des bevölkerungsstärksten Unterbezirks (indonesisch Kecamatan) Padang Bolak.

## Geographie
Der Kabupaten Padang Lawas Utara liegt im Südosten der Provinz Sumatra Utara. Er erstreckt sich zwischen 1°13′50″ und 2°02′32″ n. Br. sowie zwischen 99°20′44″ und 100°19′10″ ö. L, auf 0 bis 1.915 Metern Seehöhe. Der Bezirk grenzt im Norden an den Kabupaten Labuhan Batu, im Osten an die Kabupaten Rokan Hulu und Rokan Hilir (Provinz Riau), im Süden an den Kabupaten Padang Lawas und im Westen an den Kabupaten Tapanuli Selatan.

### Klima
Die Durchschnittstemperatur betrug im Jahr 2020 26,1 °C, die Skala reichte von 20,8 °C im April bis 33,2 °C im September, die durchschnittliche Feuchte lag bei 80,83 %. Im Durchschnitt fielen monatlich im Jahr 2020 192,2 mm Regen, der meiste im Juli (349,0) und November (355,0), der geringste im Mai (68,8 mm). Durchschnittlich wurden 17,7 Regentage im Monat ermittelt, die meisten im November (23), die wenigsten im Juni (11). Die Sonne schien etwa acht Stunden pro Tag.

## Verwaltungsgliederung
Der Regierungsbezirk gliedert sich in 12 Distrikte oder Unterbezirke (Kecamatan) mit 388 Dörfern (386 Desa und zwei Keluruhan, also urbanen Dörfern). 2020 zählte man 65.499 Haushalte mit durchschnittlich 4,30 Personen pro Haushalt.
| Code 1   | Kecamatan Distrikt         | Ibu Kota Verwaltungssitz | Fläche (km²) | Einwohner Census 2010 2 | Volkszählung 2020 | Volkszählung 2020 | Volkszählung 2020 | Anzahl der Dörfer 6 |
| Code 1   | Kecamatan Distrikt         | Ibu Kota Verwaltungssitz | Fläche (km²) | Einwohner Census 2010 2 | Einwohner 3       | 0Dichte 40        | Sex Ratio 5       | Anzahl der Dörfer 6 |
| -------- | -------------------------- | ------------------------ | ------------ | ----------------------- | ----------------- | ----------------- | ----------------- | ------------------- |
| 12.20.01 | Dolok Sigompulon           | Pasar Simundol           | 323,26       | 15.898                  | 16.192            | 50,1              | 104,73            | 44                  |
| 12.20.02 | Dolok                      | Pasar Sipiongot          | 402,84       | 22.573                  | 24.755            | 61,5              | 105,35            | 86                  |
| 12.20.03 | Halongonan                 | Hutaimbaru               | 393,05       | 29.058                  | 20.891            | 53,2              | 102,77            | 33                  |
| 12.20.04 | Padang Bolak               | Pasar Gunung Tua0        | 571,08       | 58.560                  | 53.998            | 94,6              | 102,73            | 61/1★               |
| 12.20.05 | Padang Bolak Julu          | Batu Gana                | 254,64       | 9.972                   | 11.542            | 45,3              | 97,64             | 23                  |
| 12.20.06 | Portibi                    | Portibi Jae              | 191,41       | 23.228                  | 27.425            | 143,3             | 101,42            | 36                  |
| 12.20.07 | Batang Onang               | Pasar Matanggar          | 285,63       | 12.790                  | 13.770            | 48,2              | 101,61            | 31/1★               |
| 12.20.08 | Simangambat                | Langkimat                | 844,70       | 46.769                  | 41.167            | 48,7              | 108,73            | 21                  |
| 12.20.09 | Hulu Sihapas               | Aek Godang               | 54,91        | 4.683                   | 4.941             | 90,0              | 103,42            | 10                  |
| 12.20.10 | Padang Bolak Tenggara      | Naga Saribu              | 130,96       | - 7                     | 11.743            | 89,7              | 96,70             | 14                  |
| 12.20.11 | Halongonan Timur           | Siancimun                | 325,96       | - 8                     | 22.532            | 69,1              | 108,13            | 14                  |
| 12.20.12 | Ujung Batu                 | Ujung Batu Jae           | 139,61       | - 9                     | 11.764            | 84,3              | 106,75            | 13                  |
| 12.21    | Kab. Padang Lawas Utara000 | Gunung Tua               | 3918,05      | 223.531                 | 260.720           | 66,5              | 103,96            | 386/2★              |

## Geschichte
Der Kabupaten Padang Lawas Utara wurde im August 2007 durch Abspaltung von acht Kecamatan aus dem Kabupaten Tapanuli Selatan gebildet.
Nach der Volkszählung von 2010 wurden durch die Regionalverordnung Nr. 2/2016 drei neue Kecamatan gebildet:
- Padang Bolak Tenggara aus Padang Bolak,
- Halongonan Timur aus Halongonan sowie
- Ujung Batu aus Simangambat.

## Demographie
Zur siebten Volkszählung im September 2020 (indonesisch Sensus Penduduk – SP2020) lebten im Regierungsbezirk Padang Lawas Utara 260.720 Menschen, davon 127.827 Frauen (49,03 %) und 132.893 Männer (50,97 %). Gegenüber dem letzten Census (2010) sank der Frauenanteil um 0,71 %.
Zur Volkszählung 2020 waren 97,87 % der Bevölkerung Muslime, es gab noch 5.583 Protestanten und 23 Katholiken (letztere nur im Kec. Dolok Sigompulon). Zum Hinduismus bzw. Buddhismus bekannte sich 2020 niemand. Während im Kec. Simangambat die Zahl der Christen am höchsten war (2.488), so war deren Anteil im Kec. Halongang am höchsten (5,13 %). 593 Moscheen und 218 Gebetsräume (indonesisch Mushola) standen 35 Kirchen gegenüber, davon 13 im Kec. Simangambat.

### Soziale Daten 2020
| Merkmal                                                            | Kabupaten | 0Provinz Sumatra Utara0 |
| ------------------------------------------------------------------ | --------- | ----------------------- |
| Bev. unterh. der Armutsgrenze (Tsd.)0                              | 026,79    | 1.283,29                |
| Anteil der „armen Bevölkerung“ (indonesisch Penduduk miskin) (%)00 | 009,70    | 008,75                  |
| Arbeitslosenrate (%)                                               | 003,11    | 010,74                  |
| Lebenserwartung (in Jahren)                                        | 067,17    | 069,10                  |
| HDI-Index                                                          | 069,85    | 071,77                  |
| Analphabetenrate (in %, > 15 J.)                                   |           | 000,84                  |
| Abhängigenquotient (%)                                             | 056,44    | 048,32                  |
| Anteil der Altersgruppen                                           | 0Real0    | 0Prozentual0            |
| Kinder (<15 J.)                                                    | 085.0040  | 032,60                  |
| arbeitsfähige Bevölkerung (15–64 J.)                               | 166.6600  | 063,92                  |
| Rentner und Pensionäre (>65 J.)                                    | 009.0560  | 003,47                  |

### Aktuelle Bevölkerungsdaten vom Jahresende 2022
Nachfolgende Tabelle gibt den Einwohnerstand per 31. Dezember 2022 wieder.
| Kecamatan                 | Fläche km² | Einwohner gesamt | Männer  | Frauen  | Dichte Einw. je km² | Sex Ratio (100 M/F) |
| ------------------------- | ---------- | ---------------- | ------- | ------- | ------------------- | ------------------- |
| Dolok Sigompulon          | 280,38     | 16.653           | 8.502   | 8.151   | 59,4                | 104,31              |
| Dolok                     | 503,49     | 25.623           | 13.118  | 12.505  | 50,9                | 104,90              |
| Halongonan                | 401,18     | 22.042           | 11.164  | 10.878  | 54,9                | 102,63              |
| Padang Bolak              | 713,12     | 55.815           | 28.129  | 27.686  | 78,3                | 101,60              |
| Padang Bolak Julu         | 253,68     | 12.385           | 6.146   | 6.239   | 48,8                | 98,51               |
| Portibi                   | 152,54     | 28.738           | 14.461  | 14.277  | 188,4               | 101,29              |
| Batang Onang              | 297,07     | 15.279           | 7.710   | 7.569   | 51,4                | 101,86              |
| Simangambat               | 564,49     | 41.142           | 21.069  | 20.073  | 72,9                | 104,96              |
| Hulu Sihapas              | 41,35      | 5.534            | 2.806   | 2.728   | 133,8               | 102,86              |
| Padang Bolak Tenggara     | 90,16      | 12.511           | 6.172   | 6.339   | 138,8               | 97,37               |
| Halongonan Timur          | 179,04     | 22.668           | 11.592  | 11.076  | 126,6               | 104,66              |
| Ujung Batu                | 474,59     | 12.321           | 6.251   | 6.070   | 26,0                | 102,98              |
| Kab. Padang Lawas Utara00 | 3.951,09 1 | 270.711          | 137.120 | 133.591 | 68,5                | 102,64              |

## Sehenswürdigkeiten
In der dünn besiedelten vegetationsarmen Ebene (Padang Lawas bedeutet weite Ebene auf Minangkabau) südlich des Berglands von Nordsumatra fand Franz Wilhelm Junghuhn 1845 eine Reihe von Ziegelschreinen aus dem 11. bis 13. Jahrhundert, die sich keinem Herrschaftsbereich zuordnen lassen. Einerseits werden Bezüge zum Reich Pannai an der Ostküste Nordumatras vermutet. Andererseits ähneln sie stilistisch dem Tempel von Jabung bei Probolinggo in Ostjava. Ihr Ritual orientierte sich am tantristischen Vajrayana-Buddhismus, wie ihn Adityawarman, ein Herrscher Zentralsumatras im frühen 14. Jahrhundert, praktizierte. Eine Inschrift scheint in Batak-Sprache verfasst zu sein.
Die Tempel wurden von Frederic Martin Schnitger 1935 ausgegraben, einige Statuen wurden von ihm gerettet. Drei der Tempel wurden später restauriert: Candi Bahal I, II und III.